# دانا هال
دانا هال (بالإنجليزية: Dana Hall)‏ هو عازف جاز وملحن أمريكي، ولد في 13 مارس 1969 في بروكلين في الولايات المتحدة.

## وصلات خارجية
- الموقع الرسمي
- دانا هال على موقع ميوزك برينز (الإنجليزية)
- دانا هال على موقع أول ميوزيك (الإنجليزية)
- دانا هال على موقع ديسكوغز (الإنجليزية)